# Schlössle (Weißbach)

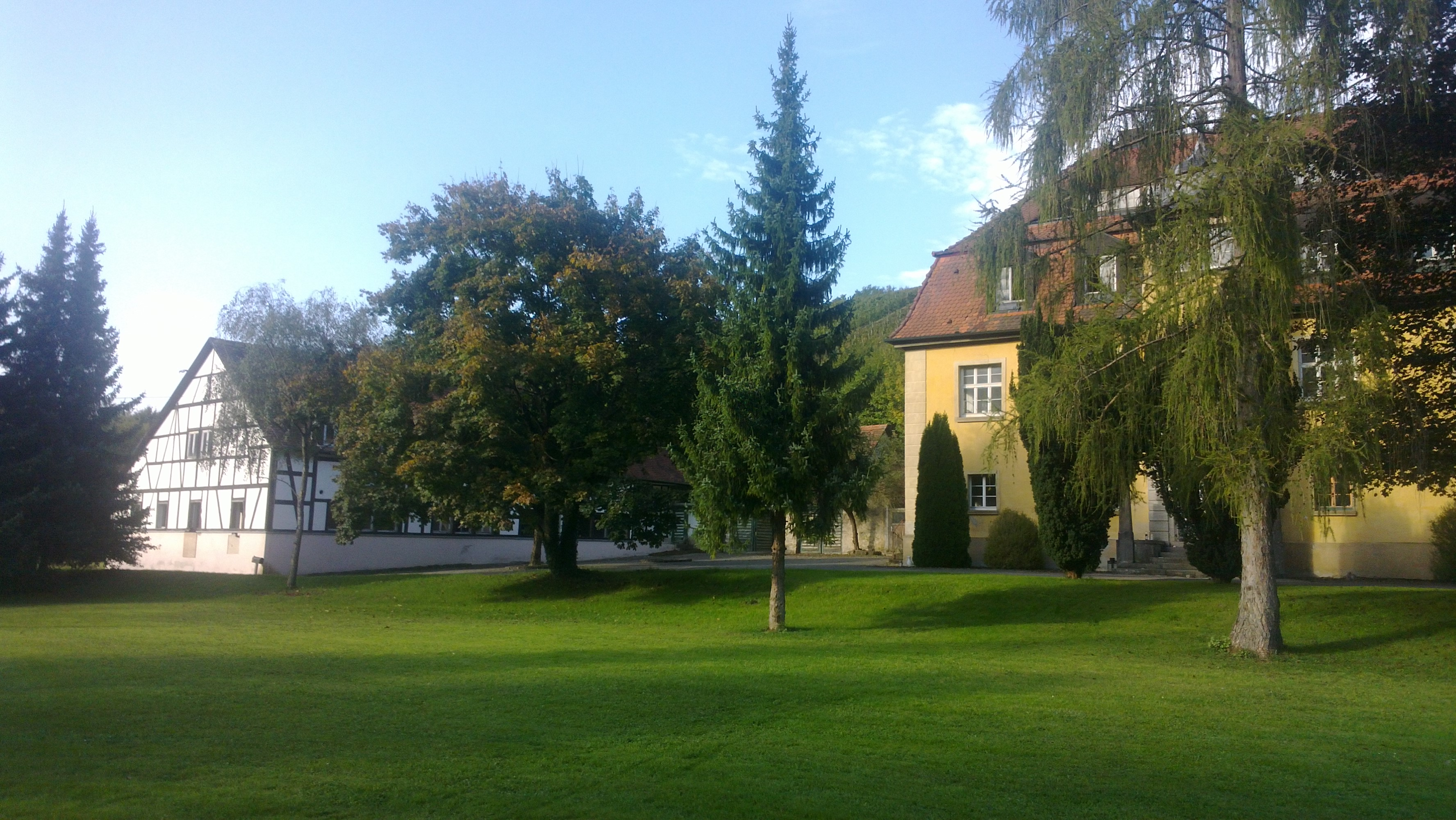

Das Schlössle ist eine 1922 erbaute Fabrikantenvilla am Kocherufer in Weißbach im Hohenlohekreis in Baden-Württemberg.
Kurt von Kleefeld, der Kammerpräsident von Christian Kraft zu Hohenlohe-Öhringen, ließ den Bau an der Stelle eines alten Verwaltungsgebäudes der Saline erbauen. Als Kleefeld 1932 in die Schweiz zog, übernahm die Fabrikantenfamilie Hornschuch das Gebäude, die Inhaber der heutigen Firma Konrad Hornschuch AG. Das Gebäude umfasst 490 m² Wohnfläche auf vier Etagen im Haupt- sowie 730 m² in Nebengebäuden. Das Wappen der Familie befindet sich noch heute über dem Eingang. Das Gebäude und der Garten stehen unter Denkmalschutz.